# Jacques Daret
Jacques Daret (ur. ok. 1401–1403 w Tournai, zm. ok. 1468 tamże) – niderlandzki malarz późnego gotyku.

## Życiorys
Pochodził z rodziny artystów. Jego ojciec Jan był rzeźbiarzem pracującym w kamieniu i drewnie, dziadek - snycerzem wytwarzającym skrzynie ołtarzowe, przyrodni brat Daniel - malarzem. W latach 1427–1432, wraz z Rogierem van der Weydenem, terminował w pracowni Roberta Campina w Tournai. 18 października 1432 roku został członkiem cechu malarzy jako wolny mistrz. Przez całe życie związany był z rodzinnym miastem, gdzie prowadził duży warsztat malarski. Działał także okazjonalnie w Arras, Lille i  Brugii.

## Twórczość
W latach 1434–1435 na zlecenie Jeana du Clercqa, opata klasztoru benedyktynów św. Wedasta (St. Vaast) w Arras, wykonał swoje główne dzieło - ołtarz do kaplicy Mariackiej przy kościele klasztornym, z którego zachowały się cztery kwatery. Tworzył miniatury i projektował kartony do tapiserii. W latach 1441–1442 wykonał dla Jeana du Clercqa wielkie malowidło temperą na płótnie Zmartwychwstanie (projekt tapiserii mierzący 14,3 x 4,8 m). Polichromował rzeźby (m.in. nagrobek opata Jeana oraz posąg do beffroi w Tournai), projektował świeczniki i różne sprzęty. Wykonywał też dekoracje na uroczystości oficjalne, m.in.: zaślubiny ks. Karola Śmiałego z Małgorzatą z Yorku, które odbyły się w Brugii (1468) oraz Ucztę Bażanta (Vœu du faisan) ku czci ks. burgundzkiego Filipa Dobrego w Lille (1454).